# 22589 Майнор
22589 Майнор (22589 Minor) — астероїд головного поясу, відкритий 21 квітня 1998 року.
Тіссеранів параметр щодо Юпітера — 3,621.